# (4633) Marinbica
(4633) Marinbica est un astéroïde de la ceinture principale.

## Description
(4633) Marinbica est un astéroïde de la ceinture principale d'astéroïdes. Il fut découvert le 14 janvier 1988 à La Silla par Henri Debehogne. Il présente une orbite caractérisée par un demi-grand axe de 3,18 UA, une excentricité de 0,16 et une inclinaison de 1,1° par rapport à l'écliptique.

## Compléments